# Charakteristische Frequenz (Funktechnik)
Die charakteristische Frequenz (englisch characteristic frequency) ist – entsprechend Artikel 1.149 der Vollzugsordnung für den Funkdienst (VO Funk) der Internationalen Fernmeldeunion (ITU) – definiert als „Frequenz, die bei einer gegebenen Aussendung leicht identifiziert und gemessen werden kann. Eine Trägerfrequenz kann zum Beispiel als charakteristische Frequenz bezeichnet werden.“
Hierbei handelt es sich auch um einen besonderen Begriff der  Frequenzverwaltung, der in der Regel im Zusammenhang mit der Zuteilung einer Funkfrequenz oder eines Frequenzkanals Verwendung findet.